# Liste der Naturdenkmale im Amt Franzburg-Richtenberg
Die Liste der Naturdenkmale im Amt Franzburg-Richtenberg nennt die Naturdenkmale im Amt Franzburg-Richtenberg im Landkreis Vorpommern-Rügen in Mecklenburg-Vorpommern.

## Franzburg
| Bild | Nr.        | Bezeichnung                       | Standort                                     | Beschreibung                                                                                              | Schutzzweck | Verordnung                                                           |
| ---- | ---------- | --------------------------------- | -------------------------------------------- | --- | ----------- | -------------------------------------------------------------------- |
| BW   |            | Hainbuche                         | Neubauhof (54° 11′ 16″ N, 12° 54′ 11,8″ O)   | |             |                                                                      |
| BW   |            | Hainbuche                         | Neubauhof (54° 11′ 15,4″ N, 12° 54′ 11,4″ O) | |             |                                                                      |
| BW   |            | Sommerlinde                       | Neubauhof (54° 11′ 15″ N, 12° 54′ 10,3″ O)   | |             |                                                                      |
| BW   | fnd_vr_001 | Kalkflachmoor Hellberge Franzburg | (54° 10′ 27,8″ N, 12° 52′ 13,8″ O)           | Fläche 1 ha. Erste Festsetzung 1972. Wertvolles Biotop, wertvolle Pflanzenart(en), wertvolle Tierart(en). |             | Beschluss des Rates des Kreises Stralsund Nr. 4-1/72 vom 10.01.1972  |
| BW   | fnd_vr_048 | Moor und Waldsee bei Müggenhall   | (54° 10′ 55,2″ N, 12° 50′ 16,3″ O)           | Fläche 2 ha. Erste Festsetzung 1978. Wertvolles Biotop, wertvolle Pflanzenart(en), wertvolle Tierart(en). |             | Beschluss des Rates des Kreises Stralsund Nr. 46-7/89 vom 06.04.1989 |

## Glewitz
| Bild | Nr.  | Bezeichnung   | Standort                                    | Beschreibung | Schutzzweck | Verordnung |
| ---- | ---- | ------------- | ------------------------------------------- | ------------ | ----------- | ---------- |
| BW   | 30/1 | Stieleiche    | Turow (54° 2′ 30,7″ N, 12° 56′ 48,5″ O)     |              |             |            |
| BW   | 30/2 | Eibe          | Turow (54° 2′ 23″ N, 12° 56′ 47,4″ O)       |              |             |            |
| BW   | 30/3 | Gemeine Esche | Turow (54° 2′ 27,5″ N, 12° 56′ 47,1″ O)     |              |             |            |
| BW   | 30/4 | Ginkgo        | Voigtdorf (54° 2′ 27,8″ N, 12° 55′ 16,9″ O) |              |             |            |
| BW   | 30/5 | Stieleiche    | Zarnekow (54° 1′ 52,1″ N, 12° 54′ 12,2″ O)  |              |             |            |
| BW   | 30/6 | Wildapfel     | Langenfelde (54° 0′ 14″ N, 12° 53′ 37″ O)   |              |             |            |

## Gremersdorf-Buchholz
| Bild | Nr.        | Bezeichnung                               | Standort                                                 | Beschreibung                                                                       | Schutzzweck | Verordnung                                                           |
| ---- | ---------- | ----------------------------------------- | -------------------------------------------------------- | ---------------------------------------------------------------------------------- | ----------- | -------------------------------------------------------------------- |
| BW   | 33/1       | Winterlinde                               | Gremersdorf Dorfstraße (54° 6′ 35,5″ N, 12° 51′ 58,9″ O) |                                                                                    |             |                                                                      |
| BW   | 17/2       | Ilex                                      | Buchholz Hauptstraße 10 (54° 9′ 27,8″ N, 12° 56′ 5″ O)   |                                                                                    |             |                                                                      |
| BW   | 17/3       | Ilex                                      | Buchholz Hauptstraße 11 (54° 9′ 27,3″ N, 12° 56′ 6,5″ O) |                                                                                    |             |                                                                      |
| BW   | 17/4       | Eibe                                      | Buchholz Hauptstraße 14 (54° 9′ 27,8″ N, 12° 56′ 6,4″ O) |                                                                                    |             |                                                                      |
| BW   | 17/5       | Eibe                                      | Buchholz Hauptstraße 10 (54° 9′ 26,5″ N, 12° 56′ 5,9″ O) |                                                                                    |             |                                                                      |
| BW   | fnd_vr_050 | Rekultivierte Kiesgrube bei Hohenbarnekow | (54° 8′ 54,2″ N, 12° 53′ 31,6″ O)                        | Fläche 3 ha. Erste Festsetzung 1989. Wertvolles Biotop, wertvolle Pflanzenart(en). |             | Beschluss des Rates des Kreises Stralsund Nr. 46-7/89 vom 06.04.1989 |
| BW   | fnd_vr_051 | Silberbruch bei Hohenbarnekow             | (54° 8′ 13,2″ N, 12° 52′ 16,3″ O)                        | Fläche 2 ha. Erste Festsetzung 1989, wesentlicher Grund der Ausweisung unbekannt.  |             | Beschluss des Rates des Kreises Stralsund Nr. 46-7/89 vom 06.04.1989 |

## Millienhagen-Oebelitz
In diesem Ort sind keine Naturdenkmale bekannt.

## Papenhagen
In diesem Ort sind keine Naturdenkmale bekannt.

## Richtenberg
| Bild | Nr.        | Bezeichnung                               | Standort                           | Beschreibung                                                                       | Schutzzweck | Verordnung                                                           |
| ---- | ---------- | ----------------------------------------- | ---------------------------------- | ---------------------------------------------------------------------------------- | ----------- | -------------------------------------------------------------------- |
| BW   | fnd_vr_046 | Große Krähennestwiese bei Grün-Kordshagen | (54° 12′ 29,2″ N, 12° 56′ 10,7″ O) | Fläche 3 ha. Erste Festsetzung 1989. Wertvolles Biotop, wertvolle Pflanzenart(en). |             | Beschluss des Rates des Kreises Stralsund Nr. 46-7/89 vom 06.04.1989 |

## Splietsdorf
| Bild | Nr.   | Bezeichnung       | Standort                                  | Beschreibung | Schutzzweck | Verordnung |
| ---- | ----- | ----------------- | ----------------------------------------- | ------------ | ----------- | ---------- |
| BW   | 81/1  | Platane           | Holthof (54° 7′ 19,6″ N, 13° 0′ 52,4″ O)  |              |             |            |
| BW   | 81/2  | Platane           | Holthof (54° 7′ 19,7″ N, 13° 0′ 50,9″ O)  |              |             |            |
| BW   | 81/3  | Platane           | Holthof (54° 7′ 20,5″ N, 13° 0′ 49,7″ O)  |              |             |            |
| BW   | 81/4  | Esskastanie       | Holthof (54° 7′ 22″ N, 13° 0′ 50,8″ O)    |              |             |            |
| BW   | 81/5  | Rotbuche          | Holthof (54° 7′ 18,6″ N, 13° 0′ 51,7″ O)  |              |             |            |
| BW   | 81/6  | Riesen-Lebensbaum | Holthof (54° 6′ 52,7″ N, 12° 58′ 20,6″ O) |              |             |            |
| BW   | 81/7  | Spitz-Ahorn       | Quitzin (54° 6′ 55,7″ N, 12° 58′ 27,7″ O) |              |             |            |
| BW   | 81/8  | Esskastanie       | Quitzin (54° 6′ 56,2″ N, 12° 58′ 26,1″ O) |              |             |            |
| BW   | 81/9  | Rotbuche          | Holthof (54° 6′ 54,3″ N, 12° 58′ 28,2″ O) |              |             |            |
| BW   | 81/10 | Linde             | Holthof (54° 6′ 51,9″ N, 12° 58′ 17,9″ O) |              |             |            |
| BW   | 81/11 | Linde             | Holthof (54° 6′ 51,6″ N, 12° 58′ 17,8″ O) |              |             |            |
| BW   | 81/12 | Linde             | Holthof (54° 6′ 53,4″ N, 12° 58′ 21,1″ O) |              |             |            |

## Velgast
| Bild | Nr.   | Bezeichnung     | Standort                                      | Beschreibung | Schutzzweck | Verordnung |
| ---- | ----- | --------------- | --------------------------------------------- | ------------ | ----------- | ---------- |
| BW   | 87/1  | Vogelkirsche    | Bussin (54° 17′ 19″ N, 12° 51′ 17″ O)         |              |             |            |
| BW   | 87/2  | Stieleiche      | Schuenhagen (54° 15′ 9,8″ N, 12° 49′ 21″ O)   |              |             |            |
| BW   | 87/3  | Wildapfel       | (54° 15′ 15″ N, 12° 52′ 49″ O)                |              |             |            |
| BW   | 87/4  | Sitkafichte     | Lendershagen (54° 13′ 55″ N, 12° 53′ 34″ O)   |              |             |            |
| BW   | 87/5  | Rotbuche        | Lendershagen (54° 13′ 59″ N, 12° 53′ 36″ O)   |              |             |            |
| BW   | 87/6  | Weißdorn        | Schuenhagen (54° 15′ 6,4″ N, 12° 49′ 26,2″ O) |              |             |            |
| BW   | 87/7  | Kaukasus-Fichte | Schuenhagen (54° 15′ 8″ N, 12° 49′ 24,8″ O)   |              |             |            |
| BW   | 87/9  | Gemeine Esche   | Altenhagen (54° 15′ 14,5″ N, 12° 46′ 0,9″ O)  |              |             |            |
| BW   | 87/10 | Gemeine Kiefer  | Bussin (54° 17′ 26,7″ N, 12° 49′ 49,1″ O)     |              |             |            |

## Weitenhagen
In diesem Ort sind keine Naturdenkmale bekannt.

## Wendisch Baggendorf
| Bild | Nr.  | Bezeichnung | Standort                         | Beschreibung | Schutzzweck | Verordnung |
| ---- | ---- | ----------- | -------------------------------- | ------------ | ----------- | ---------- |
| BW   | 89/1 | Rotbuche    | (54° 3′ 40,1″ N, 12° 58′ 4,4″ O) |              |             |            |